# Parafia Wszystkich Świętych w Tarnowie Podgórnym
Parafia Wszystkich Świętych w Tarnowie Podgórnym – rzymskokatolicka parafia w Tarnowie Podgórnym, należy do dekanatu przeźmierowskiego. Powstała w XIV wieku. Mieści się przy ulicy Poznańskiej.